# Владимир Шекс
Владимир Шекс (Осијек, 1. јануар 1943) је хрватски политичар и правник. Био је председник Хрватског сабора у петом сазиву (2003—2008). Посланик је у Сабору од 1990. године и првих вишестраначких избора у Хрватској (тада СР Хрватска). Био је потпредседник Сабора у пет сазива у периоду од 1990. до 1999. и од 2008. до 2012. године.
Преко две деценије је у врху хрватске политике, као члан једне од највећих странака или у Хрватском сабору.

## Биографија
Основну школу и гимназију завршио је у Осијеку. Након матуре 1963. учланио се у Савез комуниста Југославије и уредно одрадио једну смену Омладинске радне акције Нови Београд. Дипломирао је на право Универзитету у Загребу 1966. године. Приправнички стаж обављао је у Општинском јавном тужилаштву у Винковцима од 1967. до 1969. године, после чега је годину дана радио као заменик Општинског јавног тужиоца у Винковцима. Једну је годину радио као судија Општинског суда у Осијеку (1970—1971), а затим као заменик Окружног јавног тужиоца у Осијеку када је као политички непоћудан отпуштен из службе. Након Карађорђева и ПТТ афере искључен је из Савеза комуниста и добија отказ на суду.
Од 1972. до 1981. године радио је као адвокат. Због једне изјаве у кафани ухапшен је 1981. године и осуђен на 13 месеци затвора. Током 1985. издржао казну у трајању од 7 месеци у затвору Стара Градишка. После 1987. године радио је у међународним невладиним организацијама за људска права, учествује у оснивању југословенске филијале Амнести интернашонала и специјализује се за политичке процесе.

### Политички ангажман
Један је од од оснивача осјечког ХДЗ-а. Године 1989. и 1990. године изабран је за потпредседника ХДЗ-а. На првим вишестраначким изборима 1990. године изабран је по први пут за посланика у Сабор Републике Хрватске. У првом мандату био је потпредседник Сабора, председник Одбора за уставна питања и председник Законоправне комисије Сабора. Један је од креатора новог хрватског Устава (тзв. Божићни устав). Остао је запамћен што је 8. октобра 1991. године јавно за говорницом Сабора прочитао Одлуку о раскиду државноправних свеза с осталим републикама и покрајинама СФРЈ.
Од априла до августа 1992. године био је Јавни тужилац Републике Хрватске. Обављајући ту дужност остаје упамћен по оптужницама против новинара Дениса Куљиша, Тање Торбарине, Јелене Ловрић те новинара листа Ферал Трибуне - Виктора Иванчића, Предрага Луцића и Бориса Дежуловића. Положај државног тужиоца користи и како би интервенисао да се из затвора ослободе особе осумњичене за убиство загребачке породице Зец те злочине почињене у Госпићу и Пакрачкој Пољани.
На изборима 1992. године изабран је по други пут за посланика у Сабор. Доласком Хрвоја Шаринића на место хрватског премијера изабран је за потпредседника Владе задуженог за унутрашњу политику од 12. августа 1992. године. После одласка Шаринића са места премијера остао је у на истој функцији у хрватској Влади Никице Валентића до септембра 1994. године. Године 1995. изабран је у Председништво ХДЗ-а. На изборима 1995. године изабран је по трећи пут за посланика у Сабор. За време мандата био је потпредседник Сабора и председник Одбора за Устав, Пословник и политички систем као и председник саборског Клуба посланика ХДЗ-а. Године 1998. године и за потпредседник ХДЗ-а као и за члана Савета одбране и националне безбедности и Савета за стратешке одлуке Председника Републике Хрватске Фрање Туђмана.
На изборима 2000. године изабран је по четврти пут за посланика у Сабор. У овом сазиву био је члан Одбора за Устав, Пословник и политички систем, Одбора за законодавство, Мандатно-имунитетне комисије као и председник саборског Клуба посланика ХДЗ-а. После смрти председника странке и хрватског председника Фрање Туђмана био је вршилац дужности председника ХДЗ-а од јануара до априла 2000. године, до избора новог председника ХДЗ-а Иве Санадера. На изборима 2003. године изабран је по пети пут за посланика у Сабор. На конститутивној седници Сабора 22. децембра 2003. године изабран је за председника Сабора. На изборима 2007. године изабран је по шести пут за посланика у Сабор. У шестом сазиву Сабора био је потпредседник Сабора, председник Одбора за Устав, Пословник и политички систем и потпредседник Националног одбора.
На изборима 2011. године изабран је по седми пут за посланика у Сабор. За потпредседника Сабора у овом мандату изабран је у децембру 2011. године да би шест месеци касније 15. јуна 2012. године на захтев своје странке био разрешен те дужност. У актуелном сазиву Сабора је председник Националног савета за праћење спровођења Стратегије сузбијања корупције, потпредседник Одбора за Устав, Пословник и политички систем и члан Одбора за правосуђе.

### Приватно
Ожењен је др Аницом Реслер-Шекс. Ћерка Зринка је правница. Син Домагој је, у 25-ој години, у фебруару 2005. године пронађен мртав у индијској покрајини Гоа.
Одликован је Великим редом краља Дмитра Звонимира, Редом Анте Старчевића, Редом Стјепана Радића, Редом хрватског плетера, Споменицом Домовинског рата, Споменицом Домовинске захвалности и Медаљом „Вуковар“. Великим редом Краља Петра Крешимира IV с лентом и Даницом, највишим одликовањем који може добити председник парламента, одликовао га је председник Републике Хрватске Стјепан Месић, 29. децембра 2008. године.
Објавио је књиге: „Деликт мишљења“, „Огледи о слободи савјести“, „Опасна времена“, „Затворска сјећања“ и двадесетак стручних и научних радова из подручја правне науке и политологије.

## Правни спорови
Тужилаштво Републике Србије га је 2011. године на основу оптужнице Војног тужилаштва Југословенске народне армије из 1992. оптужило за ратне злочине и геноцид над Србима.
На суђењу Бранимиру Главашу био је сведок одбране.